# Ernesto Vela Angulo
Ernesto Vela Angulo (Ipiales, 21 de enero de 1919-San Juan de Pasto, 10 de octubre de 2014) fue un parlamentario, catedrático y jurista colombiano.

## Biografía
Ernesto Vela Angulo desciende de una familia de alta importancia histórica en la formación y desarrollo del Nariño. Nieto de Avelino Vela del Coral e hijo de Ramón Ernesto Vela Castillón, Ernesto Vela tuvo nueve hermanos, entre ellos Avelino y Antonio Vela Angulo. Todos nombres reconocidos y homenajeados en el departamento de Nariño, pero principalmente en las ciudades de Ipiales y San Juan de Pasto.
Este entorno familiar y social lo condujo a decidirse por la Universidad Nacional de Colombia donde obtuvo el grado de doctor en Derecho.
Se cuenta que cuando era niño Ernesto iba a la escuela, pues en esa época no había colegios para niños en Ipiales, iba a pie con sus zapatos y siempre regresaba descalzo, los papás le preguntaban que dónde los había dejado, el no respondía, después descubrieron que se los entregaba a los compañeritos que no tenían zapatos.
En la hacienda del papá, no se entretenía con los caballos, vacas, terneros y cosechas, se volaba a leer debajo de los árboles horas enteras y regresaba a casa solo cuando tenía hambre.
Estudió sus primeros años en la escuela de Ipiales, después pasó al colegio Sucre hasta terminar la primaria y parte del bachillerato, en el colegio Sucre de Ipiales no hubo alumnos para el curso de sexto y lo cerraron así que el joven Ernesto y su hermano Avelino se mudaron a Pasto a estudiar el sexto y séptimo donde los hermanos Maristas.
Cuando terminó el bachillerato salió a Popayán, ciudad natal de su madre Sofía Angulo, hizo el primer año de universidad, regresó a Pasto a seguir estudiando en la Universidad de Nariño, pero esta fue cerrada por el Presidente Alfonso López Pumarejo, se hizo este cierre para crear la escuela normal de occidente, los estudiantes protestaron y entonces a los que no protestaron los enviaron, becados, a Bogotá a estudiar en universidades privadas, a los que protestaron no los becaron y por eso como Ernesto si protestó le tocó ir a Bogotá a estudiar en la Universidad Nacional de Colombia, donde todo el tiempo de estudio fue merecedor de becas académicas y de la residencia estudiantil.
En la Universidad Nacional eligieron a un estudiante de Derecho, otro de Ingeniería y otro de Medicina a que fueran a recoger a New York al candidato por segunda vez a la presidencia, el Doctor Alfonso López Pumarejo.
Siendo estudiante y por sus buenas notas fue elegido como ujier del presidente Alfonso López Pumarejo.
Antes de su grado, estando en Pasto, sucedió el apresamiento del presidente Alfonso López Pumarejo en el hotel Nizza y él salió con otros estudiantes a protestar por esta detención, al compañero de protesta que iba de brazo con él le disparó el ejército, después se supo que a quien querían matar era a Ernesto.
Se graduó con tesis laureada y regresó a Ipiales donde fue nombrado juez municipal y en ese cargo, entre los años 1937 y 1938, casó civilmente en el juzgado la primera pareja, ya que los contrayentes eran protestantes.
Después fue elegido Diputado por la Provincia de Obando, en ese tiempo sesionaba la Asamblea en la Cruz, Nariño, no querían a los liberales y los recibieron con piedra. Le anularon la credencial de diputado por ser menor de edad y por oponerse al alcalde que había prohibido la presentación una película de María Felix.
En una segunda oportunidad fue concejal y presidente de la Asamblea General del departamento de Nariño.
Fue nombrado como secretario de la Universidad de Nariño recién graduado de abogado, cargo que dejó para ejercer la profesión y crear la revista Amerindia que se publicó durante tres años, aún con censura, costaba 25 centavos, era una revista cara para su tiempo.
Después de la caída de Rojas Pinilla fue elegido representante a la Cámara y fue el ponente acusador de Rojas Pinilla en la Cámara de Representantes.
Estuvo como embajador en Naciones Unidas, después en Ginebra en la OIT, embajador ante la CEPAL y en la Organización Mundial del Café, luego en Bolivia para impulsar el Pacto Andrés Bello.
Profesor de Cátedra en la Universidad de Nariño por muchos años, aún con los cargos de Representante y Senador ejercía lo que más le gustaba, dictar sus cátedras de Derecho Constitucional, Penal y Filosofía del Derecho en la Universidad de Nariño.

## Aporte político
Desde temprana edad el Dr. Ernesto Vela contribuye activamente con la sociedad por medio del ejercer político. Su carrera se remonta a la cofundación del Movimiento Revolucionario Liberal en respaldo al trabajo del Dr.Alfonso López Michelsen.
Su positivo destacar político le dan la oportunidad de ser elegido como Concejal de varios municipios, incluyendo el Consejo Municipal de San Juan de Pasto en varias ocasiones. Se destacó como Diputado a la Asamblea de Nariño, siendo el presidente de la misma. En el Congreso Nacional de Colombia tuvo la oportunidad de desenvolverse como Representante a la Cámara y Senador de la República. Al igual fue coordinador de las mayorías parlamentarias y miembro de la dirección nacional de ese partido.
Su bagaje político y su participación activa en la academia como Docente de Derecho Constitucional de la Universidad de Nariño, le dan la oportunidad de estar involucrado en el desarrollo de la Asamblea Constituyente de Colombia de 1991 donde algunos constitutyentes y medios de comunicación lo buscaban para preguntarle sus opiniones, referencias y consejos.

## Aporte internacional

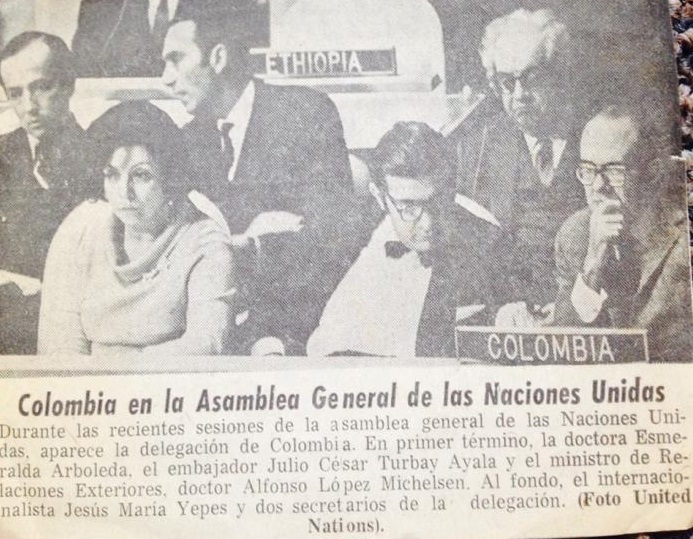
Recorte de periódico. Foto ONU.

Fungió cargos diplomáticos para Colombia. Representó a Colombia como embajador extraordinario y plenipotenciario en las Naciones Unidas en Nueva York. En Europa, Ernesto Vela representó a Colombia como embajador extraordinario y plenipotenciario en la OIT en Ginebra, Suiza. En Latinoamérica se desempeñó como embajador extraordinario y plenipotenciario en la CEPAL. Así mismo, representó a Colombia ante el gobierno de Bolivia como embajador extraordinario. Finalmente, tuvo la oportunidad de representar a Colombia en la Organización Mundial del Café.

## El aspecto académico
Desde su época de estudiante en la Universidad Nacional de Colombia, Ernesto Vela comenzó a determinar su perfil académico. Esto lo condujo a las aulas universitarias en varios momentos. De estos, es destacable su actividad como profesor de Derecho Constitucional, Filosofía e Historia, principalmente en la Universidad de Nariño. Su acción académica lo condujo a ser miembro activo de la Academia Colombiana de Jurisprudencia.
Su trabajo académico le otorga el privilegio y la responsabilidad de dirigir Facultad de Derecho de la Universidad de Nariño como Decano. Igualmente, tuvo la oportunidad de ser Secretario General de la Universidad Nacional y destacarse como Rector (E) de la Universidad de Nariño en dos ocasiones ((1969-1969) y (1994-1995)) en donde la biblioteca principal lleva su nombre.

## Obras
Vela Angúlo, Ernesto (1994). La Sentencia. Introducción a la crítica de la razón jurídica. San Juan de Pasto: Universidad de Nariño.